# Lappranunkel
Lappranunkel (Ranunculus lapponicus) är en växtart i familjen ranunkelväxter.